# Cima Ventosa
La Cima Ventosa (Cime Ventose in francese) è una montagna di 2.135 m s.l.m. delle Alpi Liguri (sottosezione Alpi del Marguareis).

## Descrizione

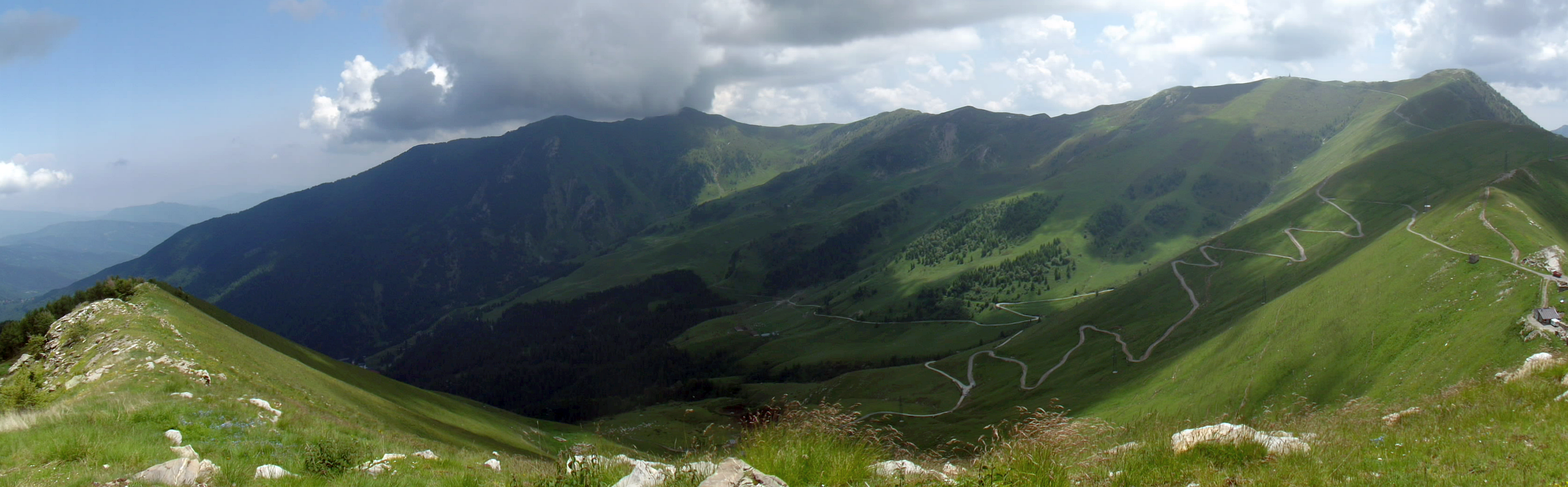
Panorama dalla cima verso sud con i monti Tanarello, Saccarello, Frontè e la Cima Garlenda

La montagna è situata sulla catena principale alpina,  sullo spartiacque che separa la valle Tanaro dalla valle Roia. È separata dal monte Tanarello dal passo omonimo, mentre una sella a 2.098 m di quota la divide dalla Cima Farenga (2.206 m s.l.m.). Per il versante italiano transita a mezza costa lo sterrato che collega il Passo Tanarello con il Colle di Tenda, tramite vari colli intermedi tra i quali il Colle delle Selle Vecchie e quello dei Signori.
La vetta è collocata in territorio francese (comune di La Brigue) a brevissima distanza dal confine di stato tra l'Italia (provincia di Cuneo) e la Francia (dipartimento delle Alpi Marittime).

## Accesso alla cima
Il Cima Ventosa può essere facilmente raggiunta per un sentiero segnalato da ometti a partire dal vicino passo Tanarello.

## Storia
La montagna, un tempo appartenente completamente all'Italia, è oggi divisa tra Italia e Francia: il trattato di Parigi fa infatti transitare il confine tra le due nazioni a breve distanza dal suo punto culminante, sul versante padano.